# Knúkur, Sandoy
Knúkur är ett berg i Färöarna (Kungariket Danmark).   Det ligger i sýslan Sandoyar sýsla, i den sydöstra delen av landet, 14 km söder om huvudstaden Tórshavn. Toppen på Knúkur är 369 meter över havet. Knúkur ligger på ön Sandoy.
Terrängen runt Knúkur är lite kuperad. Havet är nära Knúkur åt nordväst. Runt Knúkur är det glesbefolkat, med 13 invånare per kvadratkilometer. Närmaste större samhälle är Tórshavn, 14,1 km norr om Knúkur. 